# Maria Zuflucht (Haselbach)

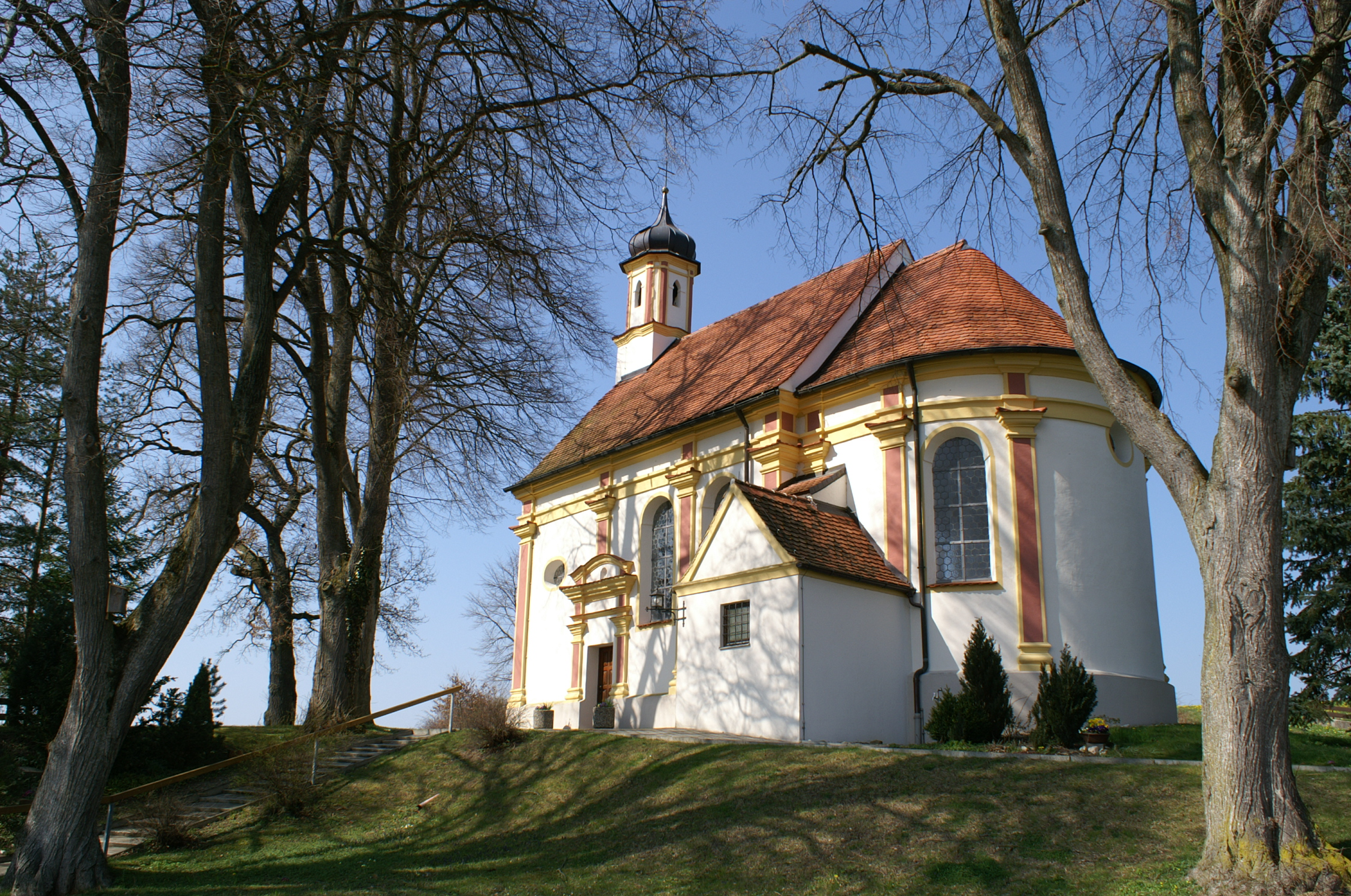
Maria Zuflucht in Haselbach

Die römisch-katholische Kapelle Maria-Zuflucht befindet sich in Haselbach, einem Ortsteil von Eppishausen im Landkreis Unterallgäu in Bayern. Die Kapelle steht unter Denkmalschutz.

## Geschichte
Laut Inschriftentafeln am Chorbogen wurde die Kapelle 1657 durch Markus Ackermann († 1661) gestiftet und am 2. Oktober 1659 durch den Weihbischof Kaspar Zeiler geweiht. Die Kapelle, welche auch eine Messlizenz erhielt, wurde ab dem Jahr 1737 noch weiter ausgebaut und ausgestaltet. Davon berichten zahlreiche Rechnungen, so erhielt unter anderem 1738 der Maurermeister Lorenz Schöllhorn 317 fl., Johann Kaspar Radmiller aus Thanhausen für die Stuckarbeiten 69 fl., die Malerarbeiten führte Melchior Prigl aus Pfaffenhausen für 68 fl. aus. Für die Anfertigung des Altares durch den Schreiner Michael Ruef aus Kirchheim wurden 100 fl. fällig. Insgesamt beliefen sich die Baukosten auf 1.294 fl. Das ursprünglich von Gottfried Dopfer gefertigte Gestühl von 1715 wurde 1739 erneuert. Für den Altar wurden 1741 erneut 131 fl. an Michael Ruef bezahlt. Die Fassung des Altares erfolgte durch Melchior Prigl für 147 fl. Das Bild der 14 Nothelfer wurde ebenfalls von ihm gemalt. 1875 wurde die Kapelle renoviert und ein neuromanischer Altar in der Kapelle aufgestellt, dieser wurde wiederum 1957 bei einer weiteren Renovierung durch einen gekauften Barockaltar ersetzt.

## Baubeschreibung

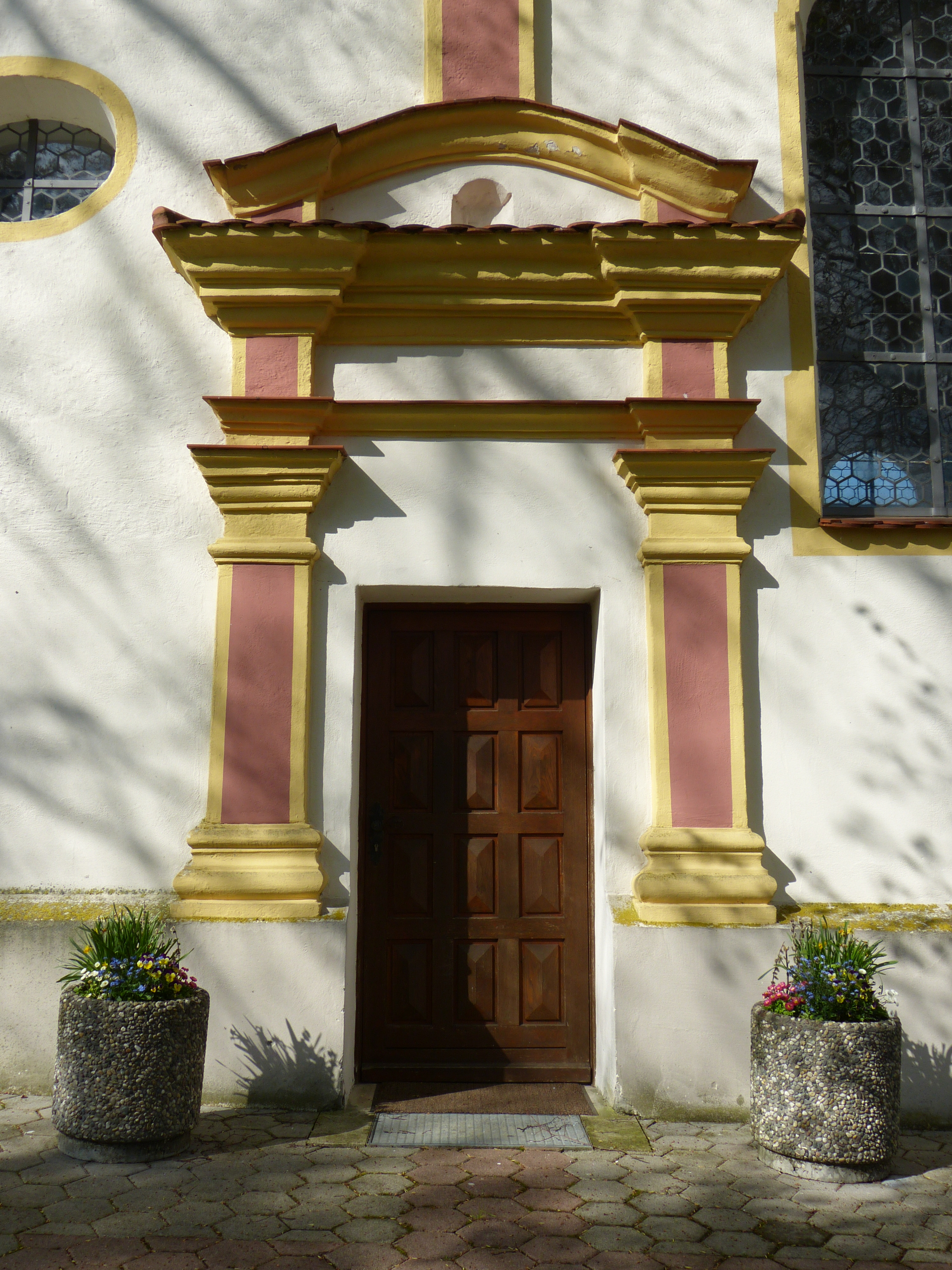
Eingang zur Kirche mit umgebender Ädikula

Das Langhaus der Kapelle enthält eine Flachdecke. Der Zugang zum Langhaus erfolgt durch eine Rechtecktür in einer Stichbogennische an der Südseite. Jeweils zwei eingezogene rundbogige Fenster sind im Ostteil des Langhauses vorhanden. An das Langhaus anschließend befindet sich der eingezogene halbrund geschlossene Chor zu einem Joch. Der Chor enthält ein Stichkappengewölbe über Pilastergliederung, die Apsis in den äußeren Achsen rundbogige Fenster, sowie am Chorscheitel ein Kreisfenster. Langhaus und Chor werden durch einen einspringenden mit profiliertem Kämpfer versehenen Chorbogen getrennt. An der Westseite im Langhaus ruht die untere Empore auf einer, die obere Empore auf drei toskanischen Holzsäulen. Die Brüstungen beider Emporen sind gerade. Jeweils ein querovales Fenster ist auf der Süd- und Nordseite zwischen den Emporen vorhanden. Ein weiteres kleines Stichbogenfenster an der Westseite findet sich unterhalb der ersten Empore. Die Außenwände der Kapelle von Chor und Langhaus sind durch toskanische Pilaster gegliedert. Diese besitzen ein dreiteiliges Gebälk und ruhen auf dem umlaufenden Sockel. Der zweite Pilaster von westlicher Richtung wird im unteren Bereich von Ädikulä verdrängt, welche um die Türen angebracht sind, wobei die Ädikula auf der Nordseite blind ist. Die Ädikulä bestehen aus toskanischen Pilastern mit verkröpftem Gebälk und einem flach geschweiften Giebel. Auf dem Westgiebel befindet sich ein Dachreiter, dessen Unterteil quadratisch ist. Alle vier Seiten besitzen ein flach geschweiftes Profilgesims als Abschluss. Die Ecken des Oberteils sind abgeschrägt und mit geknickten Pilasterpaaren besetzt. Spitzbogige Öffnungen sind in die vier Hauptseiten des Oberteils eingelassen. Gedeckt ist der Dachreiter mit einer Zwiebelhaube. Die Sakristei wurde 1737 südlich des Chores angebaut und ist mit einem Satteldach gedeckt. Der Zugang zur Sakristei erfolgt durch eine Rechtecktür an der Westseite. Aus dem 18. Jahrhundert stammt die Tür mit Beschlägen zwischen der Sakristei und dem Chor.

## Innenausstattung

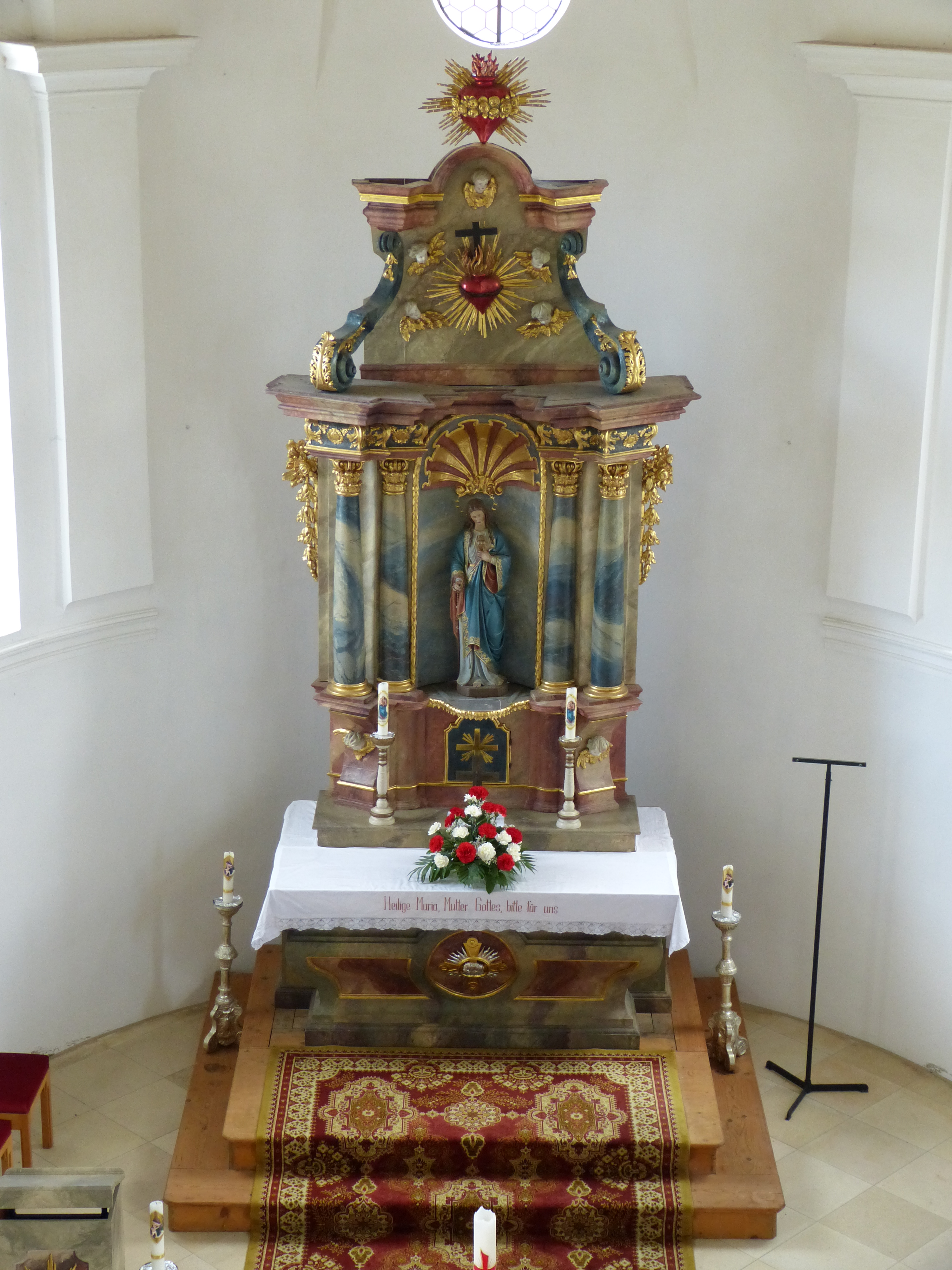
Altar der Kapelle mit Muttergottesfigur, 17. Jahrhundert

Der Altar der Kapelle wurde 1720/1730 geschaffen und befand sich bis 1957 in der Kirche St. Peter und Paul in Augsburg-Oberhausen, von welcher er ohne Figuren erworben wurde. Er ist aus marmoriertem Holz gefertigt und mit Golddekor versehen. Über dem sarkophagförmigen Stipes erhebt sich im weiteren Aufbau eine rundbogige Muschelnische. In dieser Nische ist ein Gnadenbild einer stehenden Muttergottes aus der Mitte des 17. Jahrhunderts angebracht. Es handelt sich bei dem Gnadenbild um eine Kopie des Gnadenbildes von Candelaria in Chile. Auf beiden Seiten des Gnadenbildes flankieren dieses jeweils eine korinthische Halb- und Vollsäule. Das Gebälk darüber ist reich verkröpft und enthält Darstellungen von Blüten und Akanthus. Der Auszug darüber ist von Voluten flankiert, vor welchem sich eine Figur von 1720/1730 der Anna selbdritt befindet. Am erhöhten Abschlussgesims befindet sich das Herz Mariä. Der Korpus des neuromanischen Kreuzes auf dem Altar dürfte von circa 1800 stammen.
Die Kanzel stammt aus dem Jahr 1737 und wurde in der Folge verändert. Sie besteht aus einem polygonalen weiß verputzten Korb an der rechten Chorlaibung. Der Zugang zur Kanzel erfolgt über einen emporenartig vorkragenden Gang mit Brüstung an der südlichen Chorwand.
Das Gestühl stammt 1739 von Valentin Baum, die Schnitzereien an den Stuhlwangen wurden zur gleichen Zeit durch Jakob Wiedemann aus Könghausen geschaffen. Die Eichenholzwangen sind mit reichen Darstellungen von Bandelwerk, Blattranken, Blüten und Gitterwerk versehen. In der Kapelle sind sparsame Stuckaturen im Chor angebracht. Diese wurden 1738 von Kaspar Radmiller gefertigt. Melchior Prigl schuf 1738 das Fresko am Kanzelaufgang. Das Fresko zeigt Christus mit den Aposteln. Die restlichen Bilder in der Kapelle sind neubarock und wurden 1958 von Ludwig Dreyer geschaffen. Das Mittelbild im Chor zeigt die Anbetung der Hirten, in den Zwickeln der Chorwölbung sind sechs marianische Symbole in Grisaillemalerei zu sehen. Das Fresko im Langhaus zeigt eine Muttergottes zusammen mit Engeln und der Ortsansicht von Haselbach. Es ist mit L. DREYER 1958 bezeichnet. Die Darstellungen an der oberen Emporenbrüstung zeigen die Gründungslegende mit der Verehrung einer Marienfigur in einer Grotte in Chile. Die untere Emporenbrüstung zeigt Darstellungen der Vision Markus Ackermanns, welchem Dominikaner aus Kirchheim den Bauplan überbringen, sowie eine Prozession zur Kapelle.
Die 14 Kreuzwegstationen sind Hinterglasbilder aus dem 18. Jahrhundert. Das ovale Gemälde des heiligen Josef stammt aus der Mitte des 19. Jahrhunderts. Neben den Gemälden finden sich auch zahlreiche gefasste Holzfiguren in der Kapelle. Die ältesten Figuren um 1490 zeigen die heilige Margareta und Barbara, allerdings in neuer Fassung. Das Herz Mariä am Chor ist neugotisch. Die Pietà an der Südwand des Langhauses, mit Arma-Christi-Kreuz stammt aus dem zweiten Viertel des 18. Jahrhunderts, ebenso die Figur des heiligen Joachim. Sowohl das Kruzifix an der Nordwand, wie auch die Figur der heiligen Ottilia stammen aus dem 18. Jahrhundert.
Zwei Gedenktafeln aus Solnhofener Plattenkalk sind in der Chorbogenlaibung eingelassen. Die Inschrift der nördlichen Tafel lautet wie folgt: Anno 1657 / ist stifter der Cabellen / Marcus Ackherman / Hiert all hie / starb Anno 1661. Auf der südlichen Tafel ist zu lesen: Anno 1737 / ist sitfers Capellen / ab gebrochen / und Dise neue / auferbauet / worden.

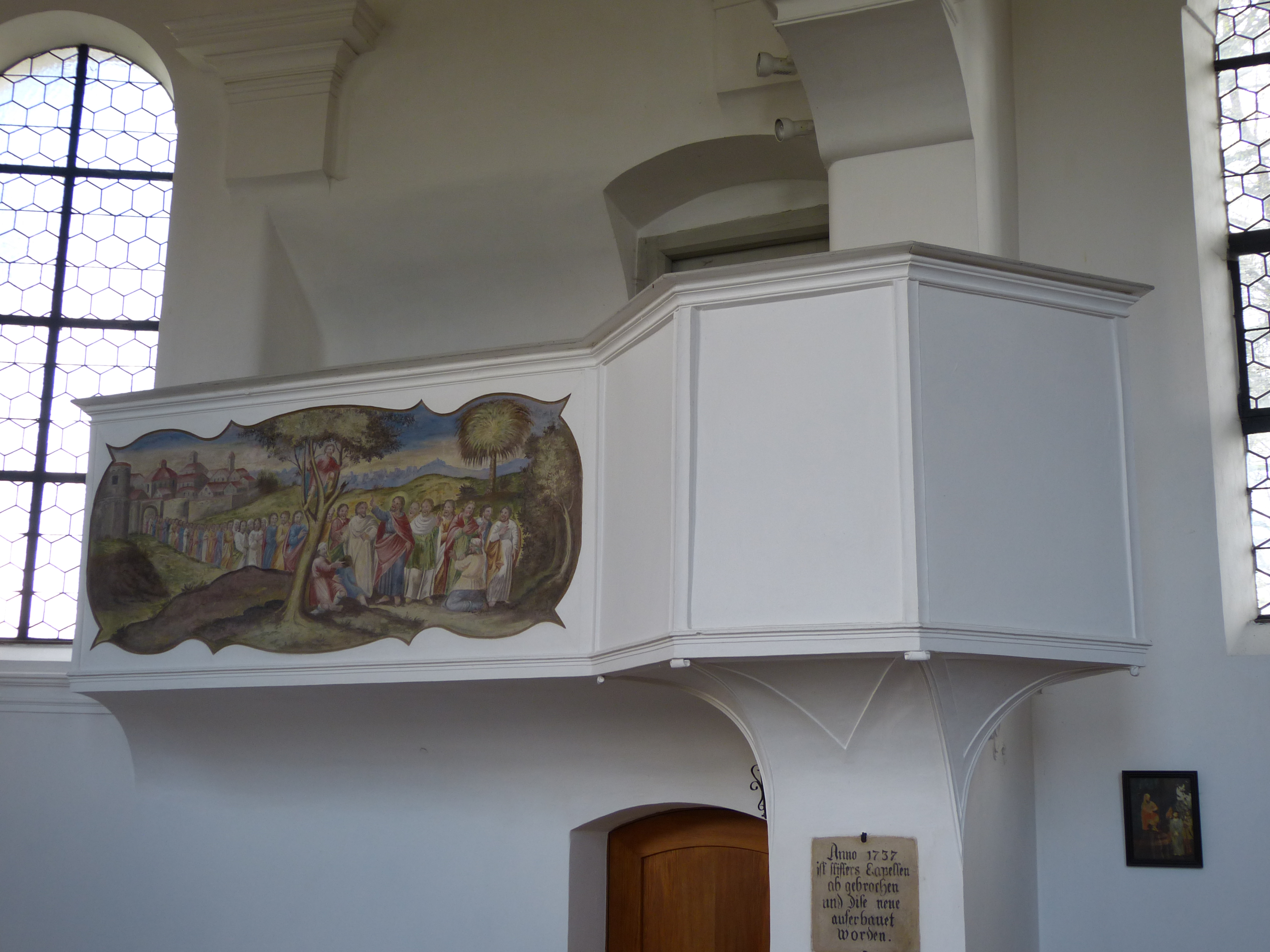
Kanzel mit Fresko
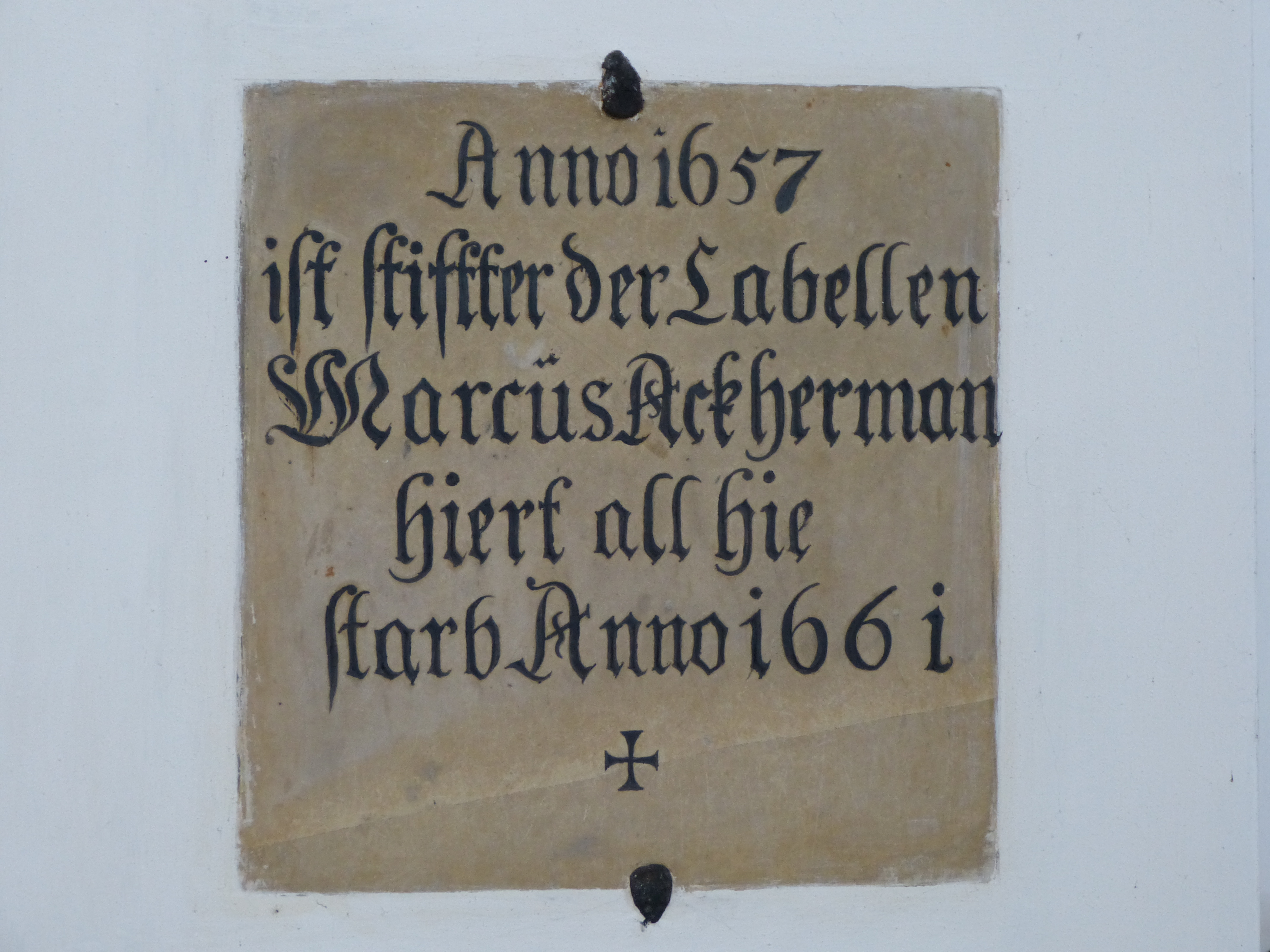
Inschriftentafel an der Chorlaibung über den Stifter
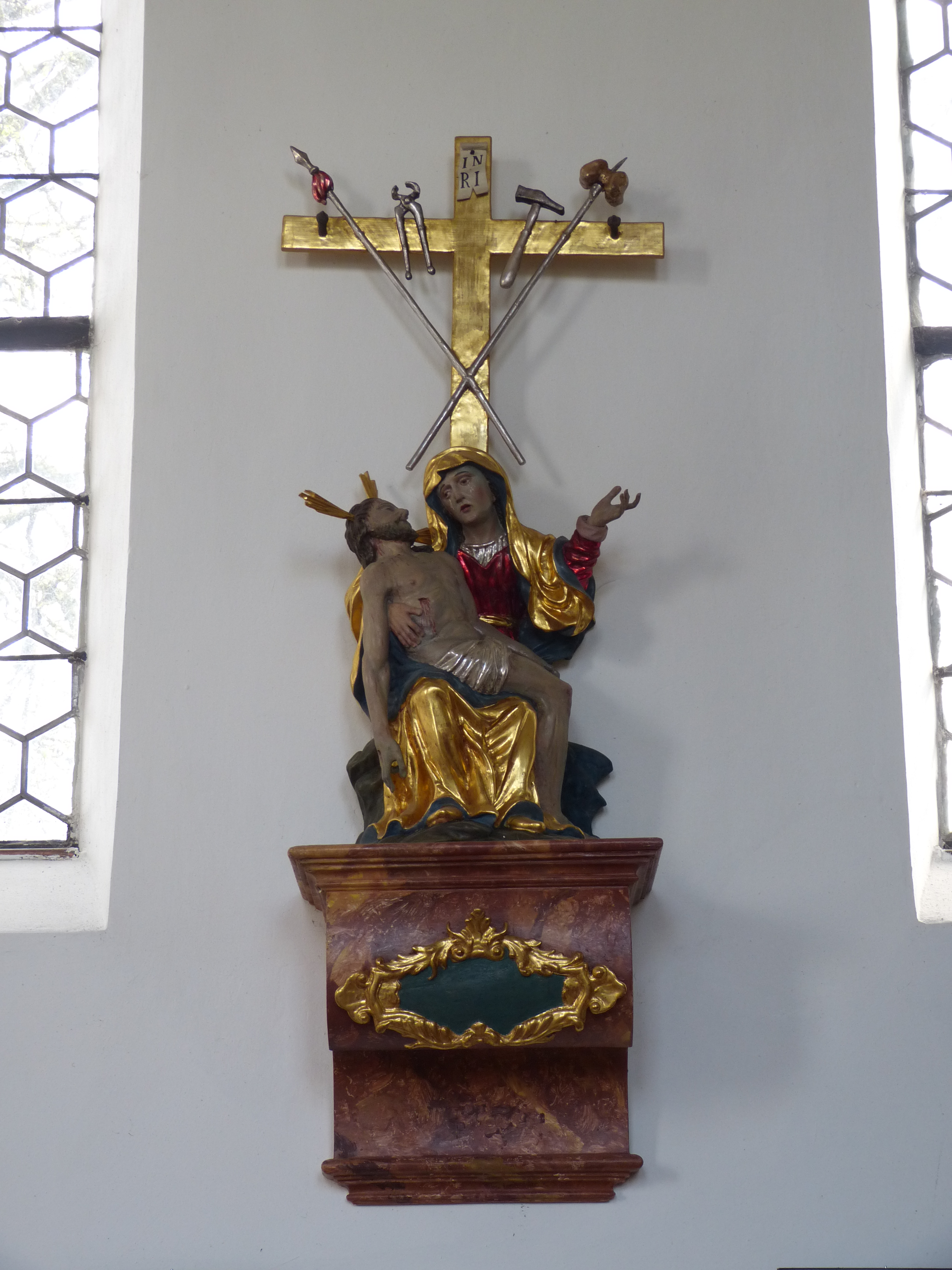
Pietà mit Arma-Christi-Kreuz, 18. Jahrhundert